# Grande Prêmio de Frankfurt de 2019
A 57.ª edição da clássica ciclista Grande Prémio de Frankfurt (oficialmente Eschborn-Frankfurt Rund um den Finanzplatz) foi uma corrida na Alemanha que se celebrou a 1 de maio de 2019 sobre um percurso de 187,5 quilómetros com início na cidade de Eschborn e final no município de Frankfurt am Main.
A corrida faz parte do UCI World Tour de 2019, sendo a vigésima segunda competição do calendário de máxima categoria mundial.
A corrida foi ganha pelo corredor alemão Pascal Ackermann da equipa Bora-Hansgrohe, em segundo lugar o alemão John Degenkolb da Trek-Segafredo e em terceiro lugar o norueguês Alexander Kristoff da UAE Emirates).

## Equipas participantes
Tomaram parte na carreira 22 equipas: 12 de categoria UCI World Tour de 2019 convidados pela organização; e 10 de categoria Profissional Continental. Formando assim um pelotão de 150 ciclistas dos que acabaram 93. As equipas participantes foram:
| Equipes WorldTeam (12)- AG2R La Mondiale - Astana - Bahrain-Merida - Bora-hansgrohe - CCC Team - EF Education First - Lotto Soudal - Dimension Data - Katusha-Alpecin - Team Sunweb - Trek-Segafredo - UAE Team Emirates Equipes profissionais Continentais (10)- Cofidis, Solutions Crédits - Gazprom-RusVelo - Israel Cycling Academy - Neri Sottoli-Selle Italia-KTM - Roompot-Charles - Arkéa-Samsic - Sport Vlaanderen-Baloise - Wallonie Bruxelles - Wanty-Groupe Gobert - Total Direct Énergie |
| |

## Classificações finais
- As classificações finalizaram da seguinte forma:[3]

### Classificação geral
| \| Classificação geral \| Classificação geral \| Classificação geral \| Classificação geral \| Classificação geral \| \| Ciclista \| Ciclista \| Equipe \| Tempo \| \| \| ------------------- \| ------------------- \| ----------------------------- \| ------------------- \| ------------------- \| \| 1. \| Pascal Ackermann \| Bora-Hansgrohe \| 4h23m36s \| \| \| 2. \| John Degenkolb \| Trek-Segafredo \| + 0s \| \| \| 3. \| Alexander Kristoff \| UAE Team Emirates \| + 0s \| \| \| 4. \| Davide Cimolai \| Israel Cycling Academy \| + 0s \| \| \| 5. \| Hugo Hofstetter \| Cofidis, Solutions Crédits \| + 0s \| \| \| 6. \| Baptiste Planckaert \| Wallonie Bruxelles \| + 0s \| \| \| 7. \| Davide Gabburo \| Neri Sottoli-Selle Italia-KTM \| + 0s \| \| \| 8. \| Lawrence Naesen \| Lotto-Soudal \| + 0s \| \| \| 9. \| Marco Haller \| Katusha-Alpecin \| + 0s \| \| \| 10. \| Grega Bole \| Bahrain-Merida \| + 0s \| \| |                     |                               |          |
| |                     |                               |          |
| Fonte: ProCyclingStats |                     |                               |          |
| Classificação geral |                     |                               |          |
| Ciclista | Ciclista            | Equipe                        | Tempo    |
| 1. | Pascal Ackermann    | Bora-Hansgrohe                | 4h23m36s |
| 2. | John Degenkolb      | Trek-Segafredo                | + 0s     |
| 3. | Alexander Kristoff  | UAE Team Emirates             | + 0s     |
| 4. | Davide Cimolai      | Israel Cycling Academy        | + 0s     |
| 5. | Hugo Hofstetter     | Cofidis, Solutions Crédits    | + 0s     |
| 6. | Baptiste Planckaert | Wallonie Bruxelles            | + 0s     |
| 7. | Davide Gabburo      | Neri Sottoli-Selle Italia-KTM | + 0s     |
| 8. | Lawrence Naesen     | Lotto-Soudal                  | + 0s     |
| 9. | Marco Haller        | Katusha-Alpecin               | + 0s     |
| 10. | Grega Bole          | Bahrain-Merida                | + 0s     |

## UCI World Ranking
O Grande Prêmio de Frankfurt outorgara pontos para o UCI World Ranking para corredores das equipas nas categorias UCI World Team, Profissional Continental e Equipas Continentais. A seguinte tabela são o barómetro de pontuação e os corredores que obtiveram pontos:
| Posição   | 1.º | 2.º | 3.º | 4.º | 5.º | 6.º | 7.º | 8.º | 9.º | 10.º | 11.º | 12.º | 13.º | 14.º | 15.º-20.º | 21.º-30.º | 31.º-50.º | 51.º-55.º | 56.º-60.º |
| Pontuação | 300 | 250 | 215 | 175 | 120 | 115 | 95  | 75  | 60  | 50   | 40   | 35   | 30   | 25   | 20        | 12        | 5         | 2         | 1         |

| 1.º  | Pascal Ackermann    | Bora-Hansgrohe                | 300 |
| 2.º  | John Degenkolb      | Trek-Segafredo                | 250 |
| 3.º  | Alexander Kristoff  | UAE Emirates                  | 215 |
| 4.º  | Davide Cimolai      | Israel Cycling Academy        | 175 |
| 5.º  | Hugo Hofstetter     | Cofidis                       | 120 |
| 6.º  | Baptiste Planckaert | Wallonie Bruxelles            | 115 |
| 7.º  | Davide Gabburo      | Neri Sottoli-Selle Italia-KTM | 95  |
| 8.º  | Lawrence Naesen     | Lotto Soudal                  | 75  |
| 9.º  | Marco Haller        | Katusha-Alpecin               | 60  |
| 10.º | Grega Bole          | Bahrain-Merida                | 50  |

## Lista de Participantes
| UAE Team Emirates UAD | UAE Team Emirates UAD      | UAE Team Emirates UAD |
| --------------------- | -------------------------- | --------------------- |
| Num                   | Ciclista                   | Pos                   |
| 1                     | Alexander Kristoff (NOR)   | 3.                    |
| 2                     | Sven Erik Bystrøm (NOR)    | 24.                   |
| 3                     | Roberto Ferrari (ITA)      | DNF                   |
| 4                     | Vegard Stake Laengen (NOR) | 86.                   |
| 5                     | Rui Oliveira (POR)         | 85.                   |
| 6                     | Rory Sutherland (AUS)      | 93.                   |
| 7                     | Oliviero Troia (ITA)       | DNF                   |

| Team Sunweb SUN | Team Sunweb SUN         | Team Sunweb SUN |
| --------------- | ----------------------- | --------------- |
| Num             | Ciclista                | Pos             |
| 11              | Michael Matthews (AUS)  | DNF             |
| 12              | Jan Bakelants (BEL)     | 27.             |
| 13              | Chris Hamilton (AUS)    | 60.             |
| 14              | Joris Nieuwenhuis (NED) | 20.             |
| 15              | Casper Pedersen (DEN)   | DNF             |
| 16              | Robert Power (AUS)      | DNF             |
| 18              | Roy Curvers (NED)       | DNF             |

| AG2R La Mondiale ALM | AG2R La Mondiale ALM         | AG2R La Mondiale ALM |
| -------------------- | ---------------------------- | -------------------- |
| Num                  | Ciclista                     | Pos                  |
| 21                   | Oliver Naesen (BEL)          | 16.                  |
| 22                   | François Bidard (FRA)        | 87.                  |
| 23                   | Geoffrey Bouchard (FRA)      | 50.                  |
| 24                   | Ben Gastauer (LUX)           | 52.                  |
| 25                   | Quentin Jauregui (FRA)       | 17.                  |
| 26                   | Aurélien Paret-Peintre (FRA) | 59.                  |
| 27                   | Larry Warbasse (USA)         | 22.                  |

| Wanty-Gobert WGG | Wanty-Gobert WGG           | Wanty-Gobert WGG |
| ---------------- | -------------------------- | ---------------- |
| Num              | Ciclista                   | Pos              |
| 31               | Jérôme Baugnies (BEL)      | 80.              |
| 32               | Fabien Doubey (FRA)        | 34.              |
| 33               | Marco Minnaard (NED)       | 46.              |
| 34               | Yoann Offredo (FRA)        | DNF              |
| 35               | Kévin Van Melsen (BEL)     | DNF              |
| 36               | Pieter Vanspeybrouck (BEL) | 67.              |
| 37               | Boris Vallée (BEL)         | DNF              |

| Bahrain-Merida TBM | Bahrain-Merida TBM      | Bahrain-Merida TBM |
| ------------------ | ----------------------- | ------------------ |
| Num                | Ciclista                | Pos                |
| 41                 | Phil Bauhaus (GER)      | DNF                |
| 42                 | Grega Bole (SLO)        | 10.                |
| 43                 | Dylan Teuns (BEL)       | 70.                |
| 44                 | Heinrich Haussler (AUS) | 32.                |
| 45                 | Matej Mohorič (SLO)     | 11.                |
| 46                 | Marcel Sieberg (GER)    | 69.                |
| 48                 | Valerio Agnoli (ITA)    | 74.                |

| Bora-Hansgrohe BOH | Bora-Hansgrohe BOH        | Bora-Hansgrohe BOH |
| ------------------ | ------------------------- | ------------------ |
| Num                | Ciclista                  | Pos                |
| 51                 | Pascal Ackermann (GER)    | 1.                 |
| 52                 | Cesare Benedetti (ITA)    | 77.                |
| 53                 | Patrick Konrad (AUT)      | 75.                |
| 54                 | Gregor Mühlberger (AUT)   | 82.                |
| 55                 | Andreas Schillinger (GER) | 38.                |
| 56                 | Michaek Schwarzmann (GER) | DNF                |
| 57                 | Rüdiger Selig (GER)       | 40.                |

| Dimension Data TDD | Dimension Data TDD                | Dimension Data TDD |
| ------------------ | --------------------------------- | ------------------ |
| Num                | Ciclista                          | Pos                |
| 61                 | Michael Valgren (DEN)             | 92.                |
| 62                 | Scott Davies (GBR)                | DNF                |
| 63                 | Amanuel Gebrezgabihier (ERI)      | 43.                |
| 64                 | Ryan Gibbons (RSA)                | 49.                |
| 65                 | Edvald Boasson Hagen (NOR)        | 14.                |
| 66                 | Reinardt Janse van Rensburg (RSA) | DNF                |
| 67                 | Julien Vermote (BEL)              | DNF                |

| Trek-Segafredo TFS | Trek-Segafredo TFS   | Trek-Segafredo TFS |
| ------------------ | -------------------- | ------------------ |
| Num                | Ciclista             | Pos                |
| 71                 | John Degenkolb (GER) | 2.                 |
| 72                 | Nicola Conci (ITA)   | 65.                |
| 73                 | Koen de Kort (NED)   | DNF                |
| 74                 | Alex Frame (NZL)     | DNF                |
| 75                 | Michael Gogl (AUT)   | 76.                |
| 76                 | Alex Kirsch (LUX)    | DNF                |
| 77                 | Kiel Reijnen (USA)   | DNF                |

| Katusha-Alpecin TKA | Katusha-Alpecin TKA    | Katusha-Alpecin TKA |
| ------------------- | ---------------------- | ------------------- |
| Num                 | Ciclista               | Pos                 |
| 81                  | Nils Politt (GER)      | 30.                 |
| 82                  | Enrico Battaglin (ITA) | 54.                 |
| 83                  | José Gonçalves (POR)   | 84.                 |
| 84                  | Ruben Guerreiro (POR)  | 35.                 |
| 85                  | Marco Haller (AUT)     | 9.                  |
| 86                  | Reto Hollenstein (SUI) | 64.                 |
| 87                  | Willie Smit (RSA)      | DNF                 |

| Astana AST | Astana AST               | Astana AST |
| ---------- | ------------------------ | ---------- |
| Num        | Ciclista                 | Pos        |
| 91         | Magnus Cort (DEN)        | 18.        |
| 92         | Davide Ballerini (ITA)   | 90.        |
| 93         | Zhandos Bizhigitov (KAZ) | 39.        |
| 94         | Manuele Boaro (ITA)      | 61.        |
| 95         | Laurens De Vreese (BEL)  | DNF        |
| 96         | Yevgeniy Gidich (KAZ)    | 68.        |
| 97         | Artiom Zakharov (KAZ)    | DNF        |

| EF Education First EF1 | EF Education First EF1 | EF Education First EF1 |
| ---------------------- | ---------------------- | ---------------------- |
| Num                    | Ciclista               | Pos                    |
| 101                    | Simon Clarke (AUS)     | 79.                    |
| 102                    | Sean Bennett (USA)     | 25.                    |
| 104                    | Moreno Hofland (NED)   | DNF                    |
| 105                    | Daniel McLay (GBR)     | DNF                    |
| 106                    | Logan Owen (USA)       | DNF                    |
| 107                    | James Whelan (AUS)     | 78.                    |
| 108                    | Sacha Modolo (ITA)     | DNF                    |

| Lotto-Soudal LTS | Lotto-Soudal LTS        | Lotto-Soudal LTS |
| ---------------- | ----------------------- | ---------------- |
| Num              | Ciclista                | Pos              |
| 111              | Tomasz Marczyński (POL) | 73.              |
| 112              | Frederik Frison (BEL)   | DNF              |
| 113              | Adam Hansen (AUS)       | 81.              |
| 114              | Roger Kluge (GER)       | DNF              |
| 115              | Rémy Mertz (BEL)        | DNF              |
| 116              | Lawrence Naesen (BEL)   | 8.               |
| 117              | Enzo Wouters (BEL)      | DNF              |

| Arkéa-Samsic PCB | Arkéa-Samsic PCB        | Arkéa-Samsic PCB |
| ---------------- | ----------------------- | ---------------- |
| Num              | Ciclista                | Pos              |
| 121              | André Greipel (GER)     | DNF              |
| 122              | Anthony Delaplace (FRA) | 28.              |
| 123              | Brice Feillu (FRA)      | 55.              |
| 124              | Romain Hardy (FRA)      | DNF              |
| 125              | Kévin Ledanois (FRA)    | 15.              |
| 126              | Jérémy Maison (FRA)     | DNF              |
| 127              | Florian Vachon (FRA)    | 88.              |

| CCC Team CPT | CCC Team CPT            | CCC Team CPT |
| ------------ | ----------------------- | ------------ |
| Num          | Ciclista                | Pos          |
| 131          | Laurens ten Dam (NED)   | 56.          |
| 132          | Josef Černý (CZE)       | 13.          |
| 133          | Kamil Gradek (POL)      | 53.          |
| 134          | Jonas Koch (GER)        | DNF          |
| 135          | Szymon Sajnok (POL)     | DNF          |
| 136          | Gijs Van Hoecke (BEL)   | DNF          |
| 137          | Łukasz Wiśniowski (POL) | 57.          |

| Cofidis, Solutions Crédits COF | Cofidis, Solutions Crédits COF | Cofidis, Solutions Crédits COF |
| ------------------------------ | ------------------------------ | ------------------------------ |
| Num                            | Ciclista                       | Pos                            |
| 141                            | Hugo Hofstetter (FRA)          | 5.                             |
| 142                            | Loic Chetout (FRA)             | DNF                            |
| 143                            | Dimitri Claeys (BEL)           | 89.                            |
| 144                            | Marco Mathis (GER)             | DNF                            |
| 145                            | Geoffrey Soupe (FRA)           | 41.                            |
| 146                            | Damien Touzé (FRA)             | DNF                            |
| 147                            | Kenneth Vanbilsen (BEL)        | DNF                            |

| Israel Cycling Academy ICA | Israel Cycling Academy ICA | Israel Cycling Academy ICA |
| -------------------------- | -------------------------- | -------------------------- |
| Num                        | Ciclista                   | Pos                        |
| 151                        | Davide Cimolai (ITA)       | 4.                         |
| 153                        | Roy Goldstein (ISR)        | DNF                        |
| 154                        | August Jensen (NOR)        | DNF                        |
| 155                        | Krists Neilands (LAT)      | 58.                        |
| 156                        | Kristian Sbaragli (ITA)    | 31.                        |
| 157                        | Tom Van Asbroeck (BEL)     | 47.                        |
| 158                        | Guillaume Boivin (CAN)     | 44.                        |

| Neri Sottoli-Selle Italia-KTM NSK | Neri Sottoli-Selle Italia-KTM NSK | Neri Sottoli-Selle Italia-KTM NSK |
| --------------------------------- | --------------------------------- | --------------------------------- |
| Num                               | Ciclista                          | Pos                               |
| 162                               | Davide Gabburo (ITA)              | 7.                                |
| 163                               | Massimo Rosa (ITA)                | DNF                               |
| 164                               | Sebastian Schönberger (AUT)       | DNF                               |
| 165                               | Etienne van Empel (NED)           | 26.                               |
| 166                               | Simone Velasco (ITA)              | 12.                               |
| 167                               | Edoardo Zardini (ITA)             | 48.                               |
| 169                               | Lorenzo Fortunato (ITA)           | 42.                               |

| Total Direct Énergie TDE | Total Direct Énergie TDE | Total Direct Énergie TDE |
| ------------------------ | ------------------------ | ------------------------ |
| Num                      | Ciclista                 | Pos                      |
| 171                      | Angélo Tulik (FRA)       | DNF                      |
| 172                      | Mathieu Burgaudeau (FRA) | 37.                      |
| 173                      | Romain Cardis (FRA)      | DNF                      |
| 174                      | Perrig Quéméneur (FRA)   | 72.                      |
| 175                      | Simon Sellier (FRA)      | DNF                      |
| 176                      | Rein Taaramäe (EST)      | 71.                      |

| Sport Vlaanderen-Baloise SVB | Sport Vlaanderen-Baloise SVB | Sport Vlaanderen-Baloise SVB |
| ---------------------------- | ---------------------------- | ---------------------------- |
| Num                          | Ciclista                     | Pos                          |
| 181                          | Thomas Sprengers (BEL)       | 23.                          |
| 182                          | Kevin Deltombe (BEL)         | 21.                          |
| 183                          | Emiel Planckaert (BEL)       | DNF                          |
| 184                          | Mathias Van Gompel (BEL)     | DNF                          |
| 185                          | Aaron Van Poucke (BEL)       | DNF                          |
| 186                          | Aaron Verwilst (BEL)         | 36.                          |
| 187                          | Thimo Willems (BEL)          | DNF                          |

| Roompot-Charles ROC | Roompot-Charles ROC       | Roompot-Charles ROC |
| ------------------- | ------------------------- | ------------------- |
| Num                 | Ciclista                  | Pos                 |
| 191                 | Pieter Weening (NED)      | 62.                 |
| 192                 | Mathias De Witte (BEL)    | 63.                 |
| 193                 | Arjen Livyns (BEL)        | 29.                 |
| 194                 | Elmar Reinders (NED)      | DNF                 |
| 195                 | Oscar Riesebeek (NED)     | 33.                 |
| 196                 | Justin Timmermans (NED)   | DNF                 |
| 197                 | Sjoerd van Ginneken (NED) | DNF                 |

| Gazprom-RusVelo GAZ | Gazprom-RusVelo GAZ    | Gazprom-RusVelo GAZ |
| ------------------- | ---------------------- | ------------------- |
| Num                 | Ciclista               | Pos                 |
| 201                 | Evgeny Shalunov (RUS)  | 91.                 |
| 202                 | Evgeny Kobernyak (RUS) | DNF                 |
| 203                 | Stepan Kurianov (RUS)  | DNF                 |
| 204                 | Artem Nych (RUS)       | 51.                 |
| 205                 | Ivan Rovny (RUS)       | 66.                 |
| 206                 | Sergey Shilov (RUS)    | 19.                 |
| 207                 | Anton Vorobyev (RUS)   | DNF                 |

| Wallonie Bruxelles WVA | Wallonie Bruxelles WVA    | Wallonie Bruxelles WVA |
| ---------------------- | ------------------------- | ---------------------- |
| Num                    | Ciclista                  | Pos                    |
| 211                    | Justin Jules (FRA)        | DNF                    |
| 212                    | Kevyn Ista (BEL)          | DNF                    |
| 213                    | Eliot Lietaer (BEL)       | 45.                    |
| 214                    | Kenny Molly (BEL)         | DNF                    |
| 215                    | Dimitri Peyskens (BEL)    | 83.                    |
| 216                    | Baptiste Planckaert (BEL) | 6.                     |
| 217                    | Mathijs Paasschens (NED)  | DNF                    |

| UAE Team Emirates UAD | UAE Team Emirates UAD      | UAE Team Emirates UAD |
| --------------------- | -------------------------- | --------------------- |
| Num                   | Ciclista                   | Pos                   |
| 1                     | Alexander Kristoff (NOR)   | 3.                    |
| 2                     | Sven Erik Bystrøm (NOR)    | 24.                   |
| 3                     | Roberto Ferrari (ITA)      | DNF                   |
| 4                     | Vegard Stake Laengen (NOR) | 86.                   |
| 5                     | Rui Oliveira (POR)         | 85.                   |
| 6                     | Rory Sutherland (AUS)      | 93.                   |
| 7                     | Oliviero Troia (ITA)       | DNF                   |

| Team Sunweb SUN | Team Sunweb SUN         | Team Sunweb SUN |
| --------------- | ----------------------- | --------------- |
| Num             | Ciclista                | Pos             |
| 11              | Michael Matthews (AUS)  | DNF             |
| 12              | Jan Bakelants (BEL)     | 27.             |
| 13              | Chris Hamilton (AUS)    | 60.             |
| 14              | Joris Nieuwenhuis (NED) | 20.             |
| 15              | Casper Pedersen (DEN)   | DNF             |
| 16              | Robert Power (AUS)      | DNF             |
| 18              | Roy Curvers (NED)       | DNF             |

| AG2R La Mondiale ALM | AG2R La Mondiale ALM         | AG2R La Mondiale ALM |
| -------------------- | ---------------------------- | -------------------- |
| Num                  | Ciclista                     | Pos                  |
| 21                   | Oliver Naesen (BEL)          | 16.                  |
| 22                   | François Bidard (FRA)        | 87.                  |
| 23                   | Geoffrey Bouchard (FRA)      | 50.                  |
| 24                   | Ben Gastauer (LUX)           | 52.                  |
| 25                   | Quentin Jauregui (FRA)       | 17.                  |
| 26                   | Aurélien Paret-Peintre (FRA) | 59.                  |
| 27                   | Larry Warbasse (USA)         | 22.                  |

| Wanty-Gobert WGG | Wanty-Gobert WGG           | Wanty-Gobert WGG |
| ---------------- | -------------------------- | ---------------- |
| Num              | Ciclista                   | Pos              |
| 31               | Jérôme Baugnies (BEL)      | 80.              |
| 32               | Fabien Doubey (FRA)        | 34.              |
| 33               | Marco Minnaard (NED)       | 46.              |
| 34               | Yoann Offredo (FRA)        | DNF              |
| 35               | Kévin Van Melsen (BEL)     | DNF              |
| 36               | Pieter Vanspeybrouck (BEL) | 67.              |
| 37               | Boris Vallée (BEL)         | DNF              |

| Bahrain-Merida TBM | Bahrain-Merida TBM      | Bahrain-Merida TBM |
| ------------------ | ----------------------- | ------------------ |
| Num                | Ciclista                | Pos                |
| 41                 | Phil Bauhaus (GER)      | DNF                |
| 42                 | Grega Bole (SLO)        | 10.                |
| 43                 | Dylan Teuns (BEL)       | 70.                |
| 44                 | Heinrich Haussler (AUS) | 32.                |
| 45                 | Matej Mohorič (SLO)     | 11.                |
| 46                 | Marcel Sieberg (GER)    | 69.                |
| 48                 | Valerio Agnoli (ITA)    | 74.                |

| Bora-Hansgrohe BOH | Bora-Hansgrohe BOH        | Bora-Hansgrohe BOH |
| ------------------ | ------------------------- | ------------------ |
| Num                | Ciclista                  | Pos                |
| 51                 | Pascal Ackermann (GER)    | 1.                 |
| 52                 | Cesare Benedetti (ITA)    | 77.                |
| 53                 | Patrick Konrad (AUT)      | 75.                |
| 54                 | Gregor Mühlberger (AUT)   | 82.                |
| 55                 | Andreas Schillinger (GER) | 38.                |
| 56                 | Michaek Schwarzmann (GER) | DNF                |
| 57                 | Rüdiger Selig (GER)       | 40.                |

| Dimension Data TDD | Dimension Data TDD                | Dimension Data TDD |
| ------------------ | --------------------------------- | ------------------ |
| Num                | Ciclista                          | Pos                |
| 61                 | Michael Valgren (DEN)             | 92.                |
| 62                 | Scott Davies (GBR)                | DNF                |
| 63                 | Amanuel Gebrezgabihier (ERI)      | 43.                |
| 64                 | Ryan Gibbons (RSA)                | 49.                |
| 65                 | Edvald Boasson Hagen (NOR)        | 14.                |
| 66                 | Reinardt Janse van Rensburg (RSA) | DNF                |
| 67                 | Julien Vermote (BEL)              | DNF                |

| Trek-Segafredo TFS | Trek-Segafredo TFS   | Trek-Segafredo TFS |
| ------------------ | -------------------- | ------------------ |
| Num                | Ciclista             | Pos                |
| 71                 | John Degenkolb (GER) | 2.                 |
| 72                 | Nicola Conci (ITA)   | 65.                |
| 73                 | Koen de Kort (NED)   | DNF                |
| 74                 | Alex Frame (NZL)     | DNF                |
| 75                 | Michael Gogl (AUT)   | 76.                |
| 76                 | Alex Kirsch (LUX)    | DNF                |
| 77                 | Kiel Reijnen (USA)   | DNF                |

| Katusha-Alpecin TKA | Katusha-Alpecin TKA    | Katusha-Alpecin TKA |
| ------------------- | ---------------------- | ------------------- |
| Num                 | Ciclista               | Pos                 |
| 81                  | Nils Politt (GER)      | 30.                 |
| 82                  | Enrico Battaglin (ITA) | 54.                 |
| 83                  | José Gonçalves (POR)   | 84.                 |
| 84                  | Ruben Guerreiro (POR)  | 35.                 |
| 85                  | Marco Haller (AUT)     | 9.                  |
| 86                  | Reto Hollenstein (SUI) | 64.                 |
| 87                  | Willie Smit (RSA)      | DNF                 |

| Astana AST | Astana AST               | Astana AST |
| ---------- | ------------------------ | ---------- |
| Num        | Ciclista                 | Pos        |
| 91         | Magnus Cort (DEN)        | 18.        |
| 92         | Davide Ballerini (ITA)   | 90.        |
| 93         | Zhandos Bizhigitov (KAZ) | 39.        |
| 94         | Manuele Boaro (ITA)      | 61.        |
| 95         | Laurens De Vreese (BEL)  | DNF        |
| 96         | Yevgeniy Gidich (KAZ)    | 68.        |
| 97         | Artiom Zakharov (KAZ)    | DNF        |

| EF Education First EF1 | EF Education First EF1 | EF Education First EF1 |
| ---------------------- | ---------------------- | ---------------------- |
| Num                    | Ciclista               | Pos                    |
| 101                    | Simon Clarke (AUS)     | 79.                    |
| 102                    | Sean Bennett (USA)     | 25.                    |
| 104                    | Moreno Hofland (NED)   | DNF                    |
| 105                    | Daniel McLay (GBR)     | DNF                    |
| 106                    | Logan Owen (USA)       | DNF                    |
| 107                    | James Whelan (AUS)     | 78.                    |
| 108                    | Sacha Modolo (ITA)     | DNF                    |

| Lotto-Soudal LTS | Lotto-Soudal LTS        | Lotto-Soudal LTS |
| ---------------- | ----------------------- | ---------------- |
| Num              | Ciclista                | Pos              |
| 111              | Tomasz Marczyński (POL) | 73.              |
| 112              | Frederik Frison (BEL)   | DNF              |
| 113              | Adam Hansen (AUS)       | 81.              |
| 114              | Roger Kluge (GER)       | DNF              |
| 115              | Rémy Mertz (BEL)        | DNF              |
| 116              | Lawrence Naesen (BEL)   | 8.               |
| 117              | Enzo Wouters (BEL)      | DNF              |

| Arkéa-Samsic PCB | Arkéa-Samsic PCB        | Arkéa-Samsic PCB |
| ---------------- | ----------------------- | ---------------- |
| Num              | Ciclista                | Pos              |
| 121              | André Greipel (GER)     | DNF              |
| 122              | Anthony Delaplace (FRA) | 28.              |
| 123              | Brice Feillu (FRA)      | 55.              |
| 124              | Romain Hardy (FRA)      | DNF              |
| 125              | Kévin Ledanois (FRA)    | 15.              |
| 126              | Jérémy Maison (FRA)     | DNF              |
| 127              | Florian Vachon (FRA)    | 88.              |

| CCC Team CPT | CCC Team CPT            | CCC Team CPT |
| ------------ | ----------------------- | ------------ |
| Num          | Ciclista                | Pos          |
| 131          | Laurens ten Dam (NED)   | 56.          |
| 132          | Josef Černý (CZE)       | 13.          |
| 133          | Kamil Gradek (POL)      | 53.          |
| 134          | Jonas Koch (GER)        | DNF          |
| 135          | Szymon Sajnok (POL)     | DNF          |
| 136          | Gijs Van Hoecke (BEL)   | DNF          |
| 137          | Łukasz Wiśniowski (POL) | 57.          |

| Cofidis, Solutions Crédits COF | Cofidis, Solutions Crédits COF | Cofidis, Solutions Crédits COF |
| ------------------------------ | ------------------------------ | ------------------------------ |
| Num                            | Ciclista                       | Pos                            |
| 141                            | Hugo Hofstetter (FRA)          | 5.                             |
| 142                            | Loic Chetout (FRA)             | DNF                            |
| 143                            | Dimitri Claeys (BEL)           | 89.                            |
| 144                            | Marco Mathis (GER)             | DNF                            |
| 145                            | Geoffrey Soupe (FRA)           | 41.                            |
| 146                            | Damien Touzé (FRA)             | DNF                            |
| 147                            | Kenneth Vanbilsen (BEL)        | DNF                            |

| Israel Cycling Academy ICA | Israel Cycling Academy ICA | Israel Cycling Academy ICA |
| -------------------------- | -------------------------- | -------------------------- |
| Num                        | Ciclista                   | Pos                        |
| 151                        | Davide Cimolai (ITA)       | 4.                         |
| 153                        | Roy Goldstein (ISR)        | DNF                        |
| 154                        | August Jensen (NOR)        | DNF                        |
| 155                        | Krists Neilands (LAT)      | 58.                        |
| 156                        | Kristian Sbaragli (ITA)    | 31.                        |
| 157                        | Tom Van Asbroeck (BEL)     | 47.                        |
| 158                        | Guillaume Boivin (CAN)     | 44.                        |

| Neri Sottoli-Selle Italia-KTM NSK | Neri Sottoli-Selle Italia-KTM NSK | Neri Sottoli-Selle Italia-KTM NSK |
| --------------------------------- | --------------------------------- | --------------------------------- |
| Num                               | Ciclista                          | Pos                               |
| 162                               | Davide Gabburo (ITA)              | 7.                                |
| 163                               | Massimo Rosa (ITA)                | DNF                               |
| 164                               | Sebastian Schönberger (AUT)       | DNF                               |
| 165                               | Etienne van Empel (NED)           | 26.                               |
| 166                               | Simone Velasco (ITA)              | 12.                               |
| 167                               | Edoardo Zardini (ITA)             | 48.                               |
| 169                               | Lorenzo Fortunato (ITA)           | 42.                               |

| Total Direct Énergie TDE | Total Direct Énergie TDE | Total Direct Énergie TDE |
| ------------------------ | ------------------------ | ------------------------ |
| Num                      | Ciclista                 | Pos                      |
| 171                      | Angélo Tulik (FRA)       | DNF                      |
| 172                      | Mathieu Burgaudeau (FRA) | 37.                      |
| 173                      | Romain Cardis (FRA)      | DNF                      |
| 174                      | Perrig Quéméneur (FRA)   | 72.                      |
| 175                      | Simon Sellier (FRA)      | DNF                      |
| 176                      | Rein Taaramäe (EST)      | 71.                      |

| Sport Vlaanderen-Baloise SVB | Sport Vlaanderen-Baloise SVB | Sport Vlaanderen-Baloise SVB |
| ---------------------------- | ---------------------------- | ---------------------------- |
| Num                          | Ciclista                     | Pos                          |
| 181                          | Thomas Sprengers (BEL)       | 23.                          |
| 182                          | Kevin Deltombe (BEL)         | 21.                          |
| 183                          | Emiel Planckaert (BEL)       | DNF                          |
| 184                          | Mathias Van Gompel (BEL)     | DNF                          |
| 185                          | Aaron Van Poucke (BEL)       | DNF                          |
| 186                          | Aaron Verwilst (BEL)         | 36.                          |
| 187                          | Thimo Willems (BEL)          | DNF                          |

| Roompot-Charles ROC | Roompot-Charles ROC       | Roompot-Charles ROC |
| ------------------- | ------------------------- | ------------------- |
| Num                 | Ciclista                  | Pos                 |
| 191                 | Pieter Weening (NED)      | 62.                 |
| 192                 | Mathias De Witte (BEL)    | 63.                 |
| 193                 | Arjen Livyns (BEL)        | 29.                 |
| 194                 | Elmar Reinders (NED)      | DNF                 |
| 195                 | Oscar Riesebeek (NED)     | 33.                 |
| 196                 | Justin Timmermans (NED)   | DNF                 |
| 197                 | Sjoerd van Ginneken (NED) | DNF                 |

| Gazprom-RusVelo GAZ | Gazprom-RusVelo GAZ    | Gazprom-RusVelo GAZ |
| ------------------- | ---------------------- | ------------------- |
| Num                 | Ciclista               | Pos                 |
| 201                 | Evgeny Shalunov (RUS)  | 91.                 |
| 202                 | Evgeny Kobernyak (RUS) | DNF                 |
| 203                 | Stepan Kurianov (RUS)  | DNF                 |
| 204                 | Artem Nych (RUS)       | 51.                 |
| 205                 | Ivan Rovny (RUS)       | 66.                 |
| 206                 | Sergey Shilov (RUS)    | 19.                 |
| 207                 | Anton Vorobyev (RUS)   | DNF                 |

| Wallonie Bruxelles WVA | Wallonie Bruxelles WVA    | Wallonie Bruxelles WVA |
| ---------------------- | ------------------------- | ---------------------- |
| Num                    | Ciclista                  | Pos                    |
| 211                    | Justin Jules (FRA)        | DNF                    |
| 212                    | Kevyn Ista (BEL)          | DNF                    |
| 213                    | Eliot Lietaer (BEL)       | 45.                    |
| 214                    | Kenny Molly (BEL)         | DNF                    |
| 215                    | Dimitri Peyskens (BEL)    | 83.                    |
| 216                    | Baptiste Planckaert (BEL) | 6.                     |
| 217                    | Mathijs Paasschens (NED)  | DNF                    |